# Ģ
Cette page contient des caractères spéciaux ou non latins. S’ils s’affichent mal (▯, ?, etc.), consultez la page d’aide Unicode.
Ģ (minuscule : ģ), appelé G cédille, est une lettre additionnelle latine, utilisée dans l’écriture du letton.
Il s’agit de la lettre G diacritée d’une cédille.
Pour des raisons techniques historiques de codage informatique du G cédille, celui-ci est utilisé dans l'écriture du letton pour représenter le G virgule souscrite ‹ G̦, g̦ › et sa cédille est représentée par un trait ressemblant à une virgule souscrite sous la majuscule et une virgule réfléchie suscrite sur la minuscule dans les fontes adaptées au letton.

## Utilisation
En 1848, Israel Alger publie une Bible anglaise, avec la prononciation de certains noms, utilisant le g cédille ‹ g͏̧ › comme symbole pour la lettre g prononcée comme une consonne affriquée palato-alvéolaire voisée [dʒ] : g͏̧ĕlʹĭd, g͏̧y̆pʹsy.

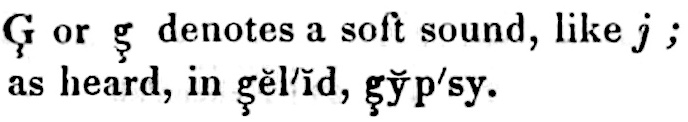
Ģ ou ģ (G͏̧ g͏̧) dans Alger 1848.

En 1921, l’alphabet letton est standardisé, remplaçant les lettres pouvant être rendues par des barres obliques ꞡ, ꞣ, ł, ꞥ, ꞧ avec les lettres à virgule souscrite ģ, ķ, ņ, ŗ. Dans le cas du g, la virgule est renversée et placée en haut de la lettre. Cette virgule a initialement la forme d’une cédille.

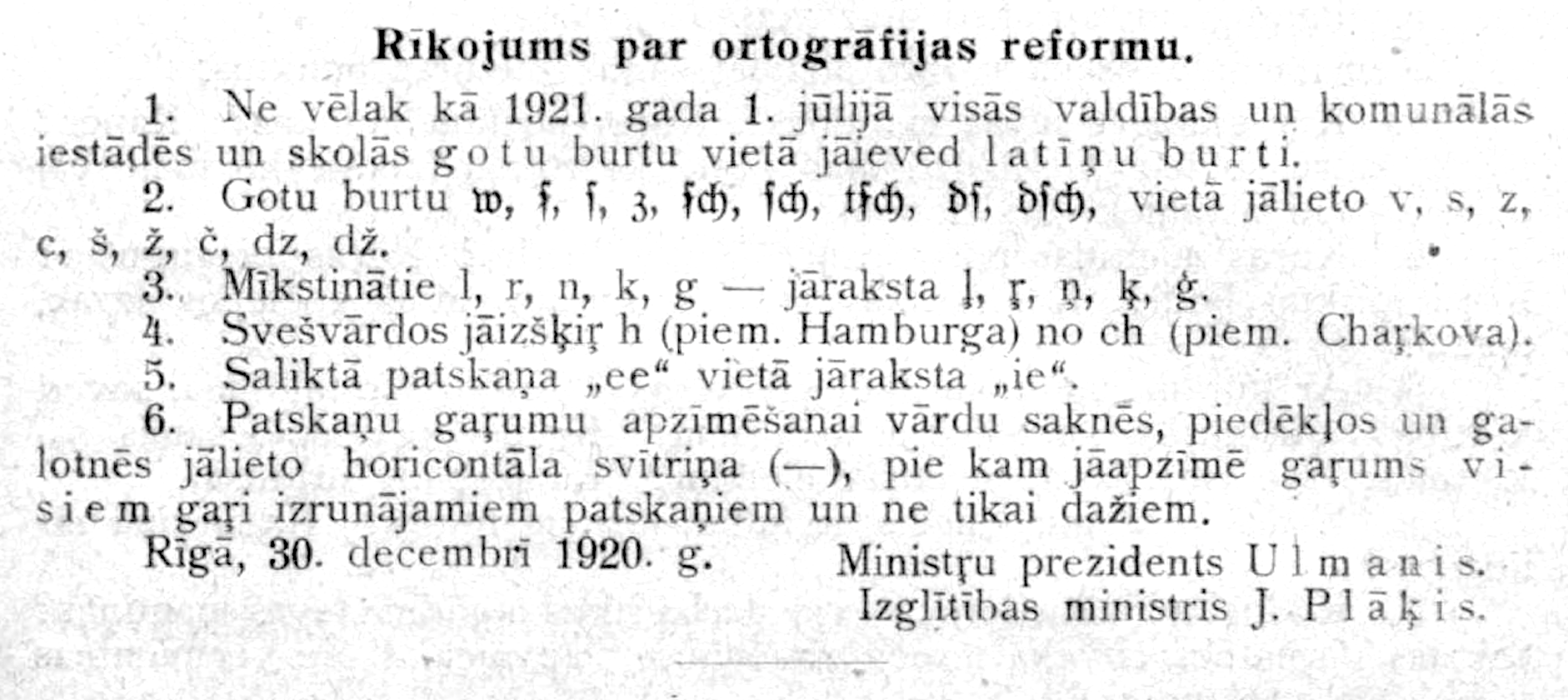
Présentation de la réforme d’orthographe lettone de 1921 avec les lettres ļ, ŗ, ņ, ķ, ģ.

## Représentations informatiques
Le G cédille peut être représenté avec les caractères Unicode suivants :
- précomposé (latin étendu B) :

| forme     | représentation | chaîne de caractères | point de code | description                       |
| --------- | -------------- | -------------------- | ------------- | --------------------------------- |
| capitale  | Ģ              | Ģ                    | U+0122        | lettre majuscule latine g cédille |
| minuscule | ģ              | ģ                    | U+0123        | lettre minuscule latine g cédille |

- décomposé (latin de base, diacritiques) :

| forme     | représentation | chaîne de caractères | point de code | description                                   |
| --------- | -------------- | -------------------- | ------------- | --------------------------------------------- |
| capitale  | Ģ              | G◌̧                   | U+0047 U+0327 | lettre majuscule latine g diacritique cédille |
| minuscule | ģ              | g◌̧                   | U+0067 U+0327 | lettre minuscule latine g diacritique cédille |

Des anciens codages informatiques permettent aussi de représenter le G point suscrit, ISO/CEI 8859-4 :
- capitale Ģ : AB
- minuscule ģ : BB